# Kekri
Kekri là một thành phố và khu đô thị của quận Ajmer thuộc bang Rajasthan, Ấn Độ.

## Địa lý
Kekri có vị trí 25°58′B 75°09′Đ / 25,97°B 75,15°Đ Nó có độ cao trung bình là 347 mét (1138 feet).

## Nhân khẩu
Theo điều tra dân số năm 2001 của Ấn Độ, Kekri có dân số 34.129 người. Phái nam chiếm 52% tổng số dân và phái nữ chiếm 48%. Kekri có tỷ lệ 63% biết đọc biết viết, cao hơn tỷ lệ trung bình toàn quốc là 59,5%: tỷ lệ cho phái nam là 74%, và tỷ lệ cho phái nữ là 51%. Tại Kekri, 15% dân số nhỏ hơn 6 tuổi.